# Oglasa ansorgei
Oglasa ansorgei là một loài bướm đêm trong họ Noctuidae.